# Lisie Jamy w lesie „Kotwica”

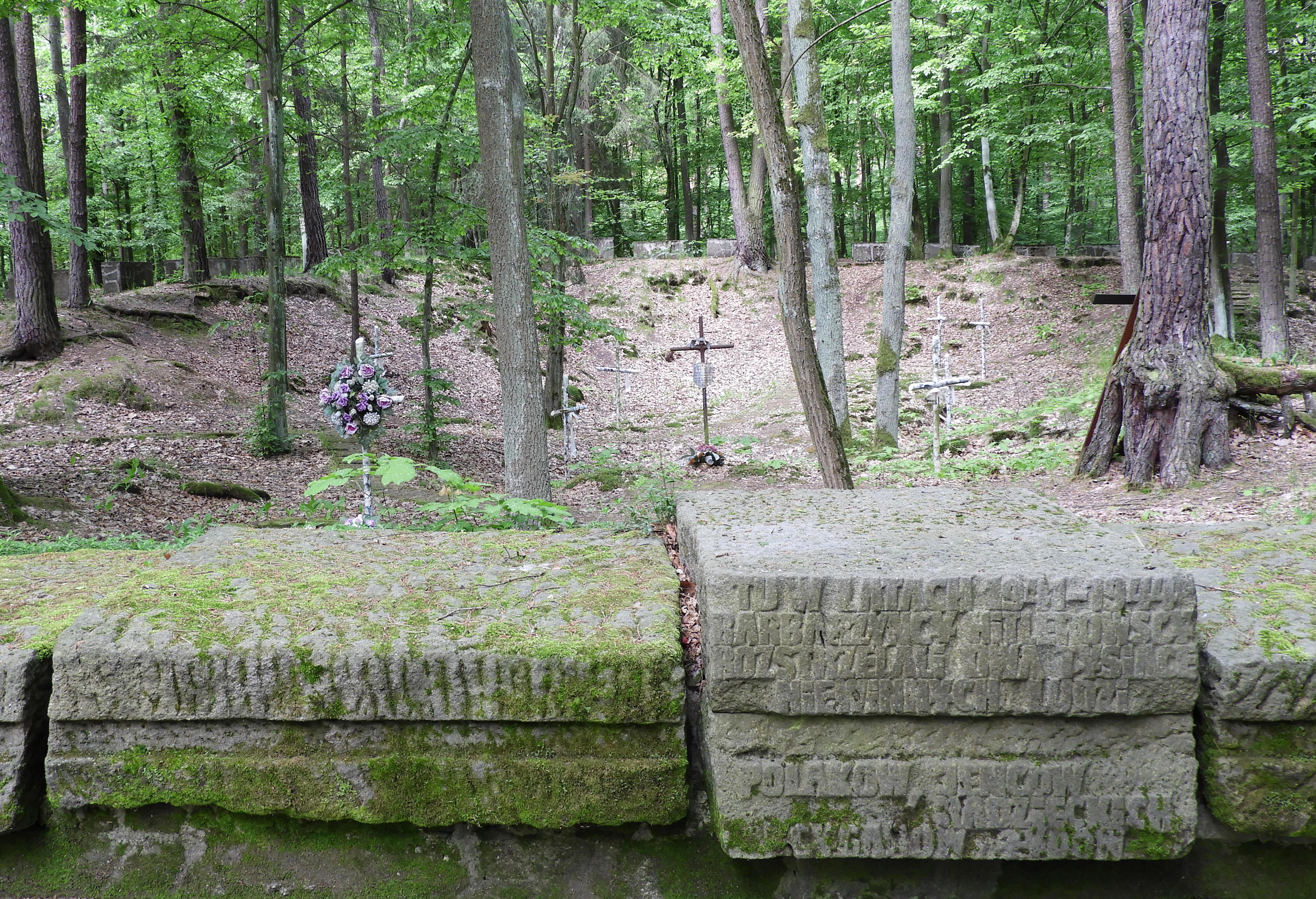
Cmentarz "Lisie Jamy"

Lisie Jamy w lesie „Kotwica” – miejsce pamięci ofiar II wojny światowej w gminie Garwolin w okolicach wsi Miętne w lesie „Kotwica”, w pobliżu drogi ekspresowej S17.

## Historia
W latach 1941–1944 Lisie Jamy były miejscem egzekucji Polaków, Żydów, Romów i jeńców radzieckich. Szacowana liczba ofiar wynosi między 2,5 a 4 tys. osób Największa liczba przeprowadzonych egzekucji przypada na 1943 rok, co miało związek z akcją likwidacji ludności żydowskiej ukrywającej się w domach i na posesjach ludności polskiej. Nie było to typowe miejsce masowych mordów, a ofiary były mordowane w małych, kilku-, kilkunastoosobowych grupach. Ofiarami była głównie lokalna społeczność miasta Garwolina i okolicznych wiosek, członkowie obwodu Garwolin Armii Krajowej oraz więźniowie z aresztu w Garwolinie. Mordowano tam również osoby podejrzane o zamach na władze hitlerowskie. Zdarzało się, że umierały tam osoby przypadkowe, zamordowane w zemście za zabitych żołnierzy Wermachtu lub udane akcje oddziałów AK. Z oddziałów AK zamordowano m.in. Władysława Jóźwickiego ps. "Sęp", członka AK z Górzna, Władysława Protaziuka, Piotra Szeląga, Stefana Hejduka ps. "Rozumny" i Józefa Biernackiego, dowódcę garwolińskiej komórki PPR.

## Nazwa
Nazwa „Lisie Jamy” pochodzi od charakteru miejsca straceń. Było to miejsce w lesie, oddalone ok. 100 metrów od drogi. Ofiary mordu były grzebane we wcześniej przygotowanych dołach, które wyglądem przypominały lisie nory.

## Obecny wygląd
Obecnie Lisie Jamy są miejscem pamięci lokalnej społeczności. Składa się ono z dwóch części: pomnika Matki Boskiej stojącej przed miejscem kaźni z napisem: Nigdy więcej wojny oraz cmentarza z wyznaczonymi symbolicznymi grobami.